# Jámbor Zoltán
Jámbor Zoltán (Makó, 1928. február 7. – Makó, 2019. december 15.) a Pofosz makói alapítója, elnöke.

## Életpályája
Iskoláit Makón kezdte meg, majd a beregszászi gimnáziumban folytatta; 1946-ban érettségizett a Csanád Vezér Gimnáziumban. 1946–1949 között a Szegedi Tudományegyetem Orvostudományi Karának hallgatója volt. 1949-ben – koholt vádak alapján – letartóztatták; első fokon hét év kényszermunkára, másodfokon öt év fegyházbüntetésre ítélték. 1953-ban szabadlábra helyezték. Az egyetemet nem fejezte be, így előbb segédmunkás, majd szakmunkás volt. 1965-ben építész-technikusi oklevelet szerzett. A DÉLÉP Makói Építésvezetőségénél dolgozott. 1988-ban nyugdíjba vonult.
1990-ban csatlakozott a Politikai Foglyok Országos Szövetségéhez (POFOSZ), a makói szervezetének elnöke, továbbá a Csongrád megyei szervezet elnökségének és a szervezet országos etikai bizottságának tagja volt. Emellett az 1945-1956 között politikai okokból elítéltek érdekvédelmét ellátó Magyar Politikai Elítéltek Közösségében is szerepet vállalt. 1996-ban kezdeményezte az 1956-os Makó városi emlékhely kialakítását. 1996-ban a Keresztény Értelmiségiek Szövetsége Makói Szervezete kiadott egy emlékkönyvet, amelyben több résztvevővel készített interjút.

## Magánélete
Felesége, Jámborné Balog Tünde (1938–) író, pedagógus, Makó Város Díszpolgára.

## Művei
- Asszonyok a történelemben 1956–2006 (2006)
- Anyám félelmei; Marosvidék Baráti Társaság, Makó, 2009 (Marosvidék füzetek)
- Emlékkönyv az 1956-os forradalom hatvanadik évfordulójára; szerk. J. Balog Tünde, interjúk, előszó Jámbor Zoltán; József Attila Városi Könyvtár és Múzeum, Makó, 2016

## Díjai
- A Magyar Köztársasági Érdemrend kiskeresztje (1993)
- A Magyar Érdemrend tisztikeresztje (2006)
- a POFOSZ 60. évfordulója emlékérem (2016)
- Makó díszpolgára (2019)